# Ruben Melin
Karl Ruben Andreas Melin, född 26 augusti 1903 i Dimbo församling i dåvarande Skaraborgs län, död 11 maj 1983 i Norra Kyrketorps församling i dåvarande Skaraborgs län, var en svensk präst verksam inom Svenska kyrkan i Skara stift.
Ruben Melin var son till kontraktsprosten Samuel Melin och Hilda Stenborg samt yngre bror till botanikern Elias Melin, rektorn Daniel Melin och kyrkoherden Paul Melin. Efter studentexamen i Skara 1921 läste han teologi i Uppsala och blev teologie kandidat där 1928 med prästvigning i Skara samma år. Han blev brukspredikant vid Wargöns bruk 1930, komminister i Alingsås församling 1939, kyrkoherde i Sjogerstads församling 1946 och Norra Kyrketorps församling från 1962. Han var kontraktsprost i Billinge kontrakt 1965–1967. Vidare var han fiskarpräst på Shetlandsöarna 1952 och sjömanspräst i Lissabon 1958. Han var ledamot av Nordstjärneorden (LNO).
Han gifte sig 1936 med Maj Ekman (1908–1989), dotter till distriktschefen Olof Ekman och Elin Berg. Makarna fick tre döttrar: Torborg (född 1937), Kristina (född 1939) och Hillevi (född 1945). Han är begravd på Norra Kyrketorps kyrkogård tillsammans med hustrun.